# Jakarta

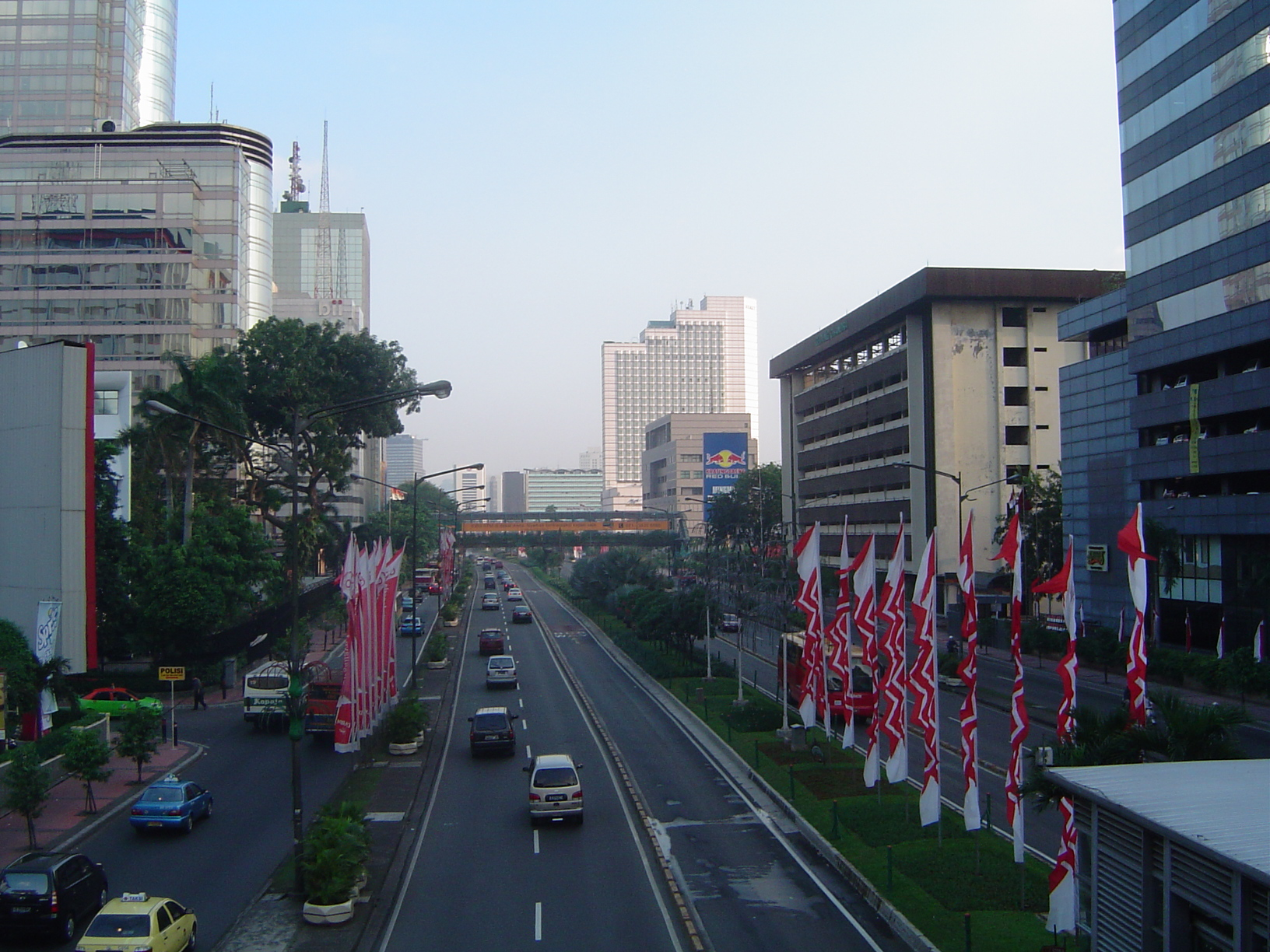
Centrala Jakarta.

Jakarta (även Djakarta, före 1949 Batavia) är huvudstaden i Indonesien och är belägen på ön Java. Staden har cirka 10,5 miljoner invånare. Storstadsregionen, som benämns Jabodetabekjur (namnet är en akronym av namnen på de städer och distrikt som ingår: Jakarta, Bogor, Depok, Tangerang, Bekasi och Cianjur), är en av världens folkrikaste och hade 28,6 miljoner invånare vid folkräkningen 2010. 
År 2019 tillkännagav Indonesiens president Joko Widodo att landets huvudstad ska förläggas till Borneo. Den 16 januari 2022 fick den nya huvudstaden sitt namn, Nusantara.
Staden ligger vid Jakartaviken i västra delen av ön där floden Ciliwung mynnar i havet. Utanför staden finns jordbruksmark och delvis regnskog. Till stadens yta tillhör 105 större öar som ligger cirka 45 km norr om Jakartas centrum. De kallas Kepulauan Seribu ("Tusen öarna").

## Historia
Den äldsta bosättningen här anlades på 400-talet. 1527 erövrades Jakarta av det muslimska sultanatet Bantam. Den erövrades 1619 av det Nederländska Ostindiska Kompaniet vars generalguvernör Jan Pieterszoon Coen lät anlägga en handelsstation här. Den kallades då Batavia, (namngiven efter den germanska stammen bataver), och behöll det namnet till 1949. Batavia låg i lågt belägna och sumpiga områden, och 1808 grundades i stället "Nya Batavia" eller "Weltevreden" 3 kilometer söder om den gamla staden. 1811 besattes staden av britterna men återlämnades 1816 till Nederländerna.
Stadens gamla centrum har kanaler efter nederländskt mönster.

## Klimatet
Jakarta ligger i den tropiska klimatzonen. Medeltemperaturen över hela året är 26,2 °C och den genomsnittliga nederbördsmängden 1 799 mm. Den lägsta genomsnittliga temperaturen med 25,6 °C inträffar i februari och den högsta med 26,7 °C i oktober.
Under monsunen uppträder ofta översvämningar, till exempel låg i början av februari 2007 tre fjärdedelar av staden under vatten och fram till den 5 februari räknades 29 dödsoffer. Översvämningen var allvarligare än flodkatastrofen 2002 som krävde 21 människoliv.
|                                            | Jan  | Feb  | Mar  | Apr  | Maj  | Jun  | Jul  | Aug  | Sep  | Okt  | Nov  | Dec  |
| ------------------------------------------ | ---- | ---- | ---- | ---- | ---- | ---- | ---- | ---- | ---- | ---- | ---- | ---- |
| Normaldygnets maximitemperaturs medelvärde | 29,9 | 30,3 | 31,5 | 32,5 | 32,5 | 31,4 | 32,3 | 32   | 33   | 32,7 | 31,3 | 32   |
| Normaldygnets minimitemperaturs medelvärde | 24,2 | 24,3 | 25,2 | 25,1 | 25,4 | 24,8 | 25,1 | 24,9 | 25,5 | 25,5 | 24,9 | 24,9 |
|                                            |      |      |      |      |      |      |      |      |      |      |      |      |
| Nederbörd                                  | 402  | 284  | 219  | 131  | 113  | 90   | 58   | 61   | 64   | 101  | 128  | 204  |

| Diagram | temperaturer i °C • månadsnederbörd i mm • Källa: | temperaturer i °C • månadsnederbörd i mm • Källa: | temperaturer i °C • månadsnederbörd i mm • Källa: | temperaturer i °C • månadsnederbörd i mm • Källa: | temperaturer i °C • månadsnederbörd i mm • Källa: | temperaturer i °C • månadsnederbörd i mm • Källa: | temperaturer i °C • månadsnederbörd i mm • Källa: | temperaturer i °C • månadsnederbörd i mm • Källa: | temperaturer i °C • månadsnederbörd i mm • Källa: | temperaturer i °C • månadsnederbörd i mm • Källa: | temperaturer i °C • månadsnederbörd i mm • Källa: | temperaturer i °C • månadsnederbörd i mm • Källa: |
|         | 402 30 24                                         | 284 30 24                                         | 219 32 25                                         | 131 33 25                                         | 113 33 25                                         | 90 31 25                                          | 58 32 25                                          | 61 32 25                                          | 64 33 26                                          | 101 33 26                                         | 128 31 25                                         | 204 32 25                                         |

## Administration
Jakarta är officiellt inte en stad utan ett speciellt distrikt (Daerah Khusus Ibukota, DKI) med status som landets huvudstad och styrs av en guvernör istället för en borgmästare. Distriktet är på samma administrativa nivå som landets provinser. Jakarta är indelad i fem stadsområden (kota, tidigare kommun, kotamadya) som styrs var för sig av en borgmästare, samt ett distrikt (kabupaten) som styrs av en regent.
Lista över stadsområden i Jakarta:
- Jakarta Pusat (Centrala Jakarta)
- Jakarta Timur (Östra Jakarta)
- Jakarta Utara (Norra Jakarta)
- Jakarta Selatan (Södra Jakarta)
- Jakarta Barat (Västra Jakarta)

Jakartas enda distrikt (kabupaten):
- Kepulauan Seribu (tidigare en mindre del av Jakarta Utara)

## Demografi
År 2010 hade Jakarta totalt 9 607 787 invånare. Av dessa utgjorde javaneser 35 %, betawi 28 %, sundaneser 15 % och kineser 6 %, övriga etniska grupper utgjorde 16 %. De största religionerna i staden är islam 85,36 %, protestantism 7,54 %, katolicism 3,16 %, buddhism 3,3 % och hinduism 0,21 %. De mest använda språken i staden är indonesiska, betawi, javanesiska och sundanesiska.

### Utbildning

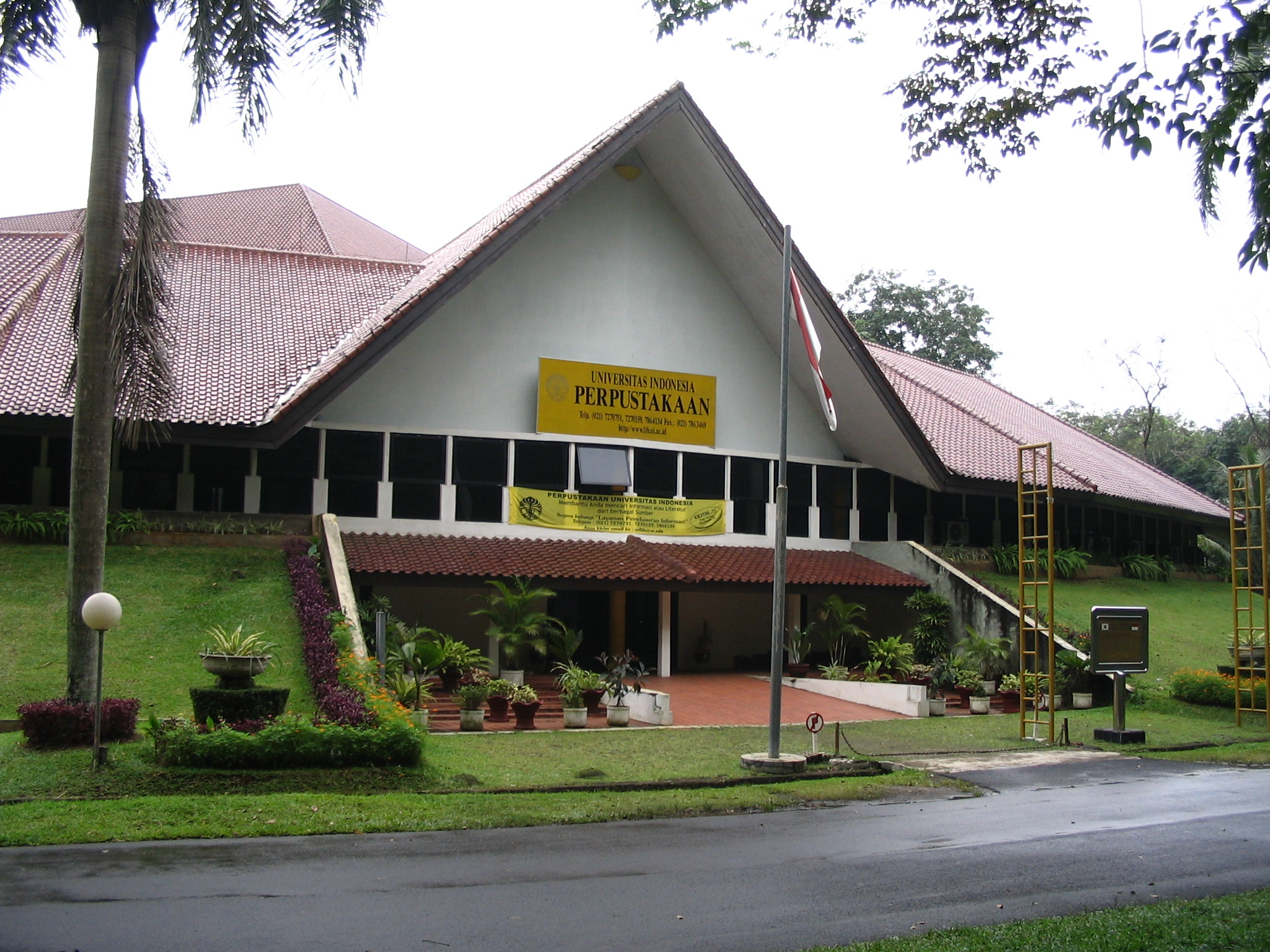
Indonesiens universitet (UI)

Jakarta är hem för många universitet. Det äldsta av detta är Universitas Indonesia (UI) men mycket av denna verksamhet har nu flyttats till Depok. Jakarta International School (JIS), Australian International School, Gandhi Memorial School, BINUS International University och British International School är några av de internationella skolor som finns.
Som landets största stad och huvudstad har Jakarta ett stort antal studenter från olika delar av Indonesien; många av dessa bor i sovsalar eller i kollektiv. Likt andra stora städer i asiatiska länder finns det ett större antal professionella skolor som utbildar inom de flesta ämnen, som mandarin och datorkunskap.

## Kultur

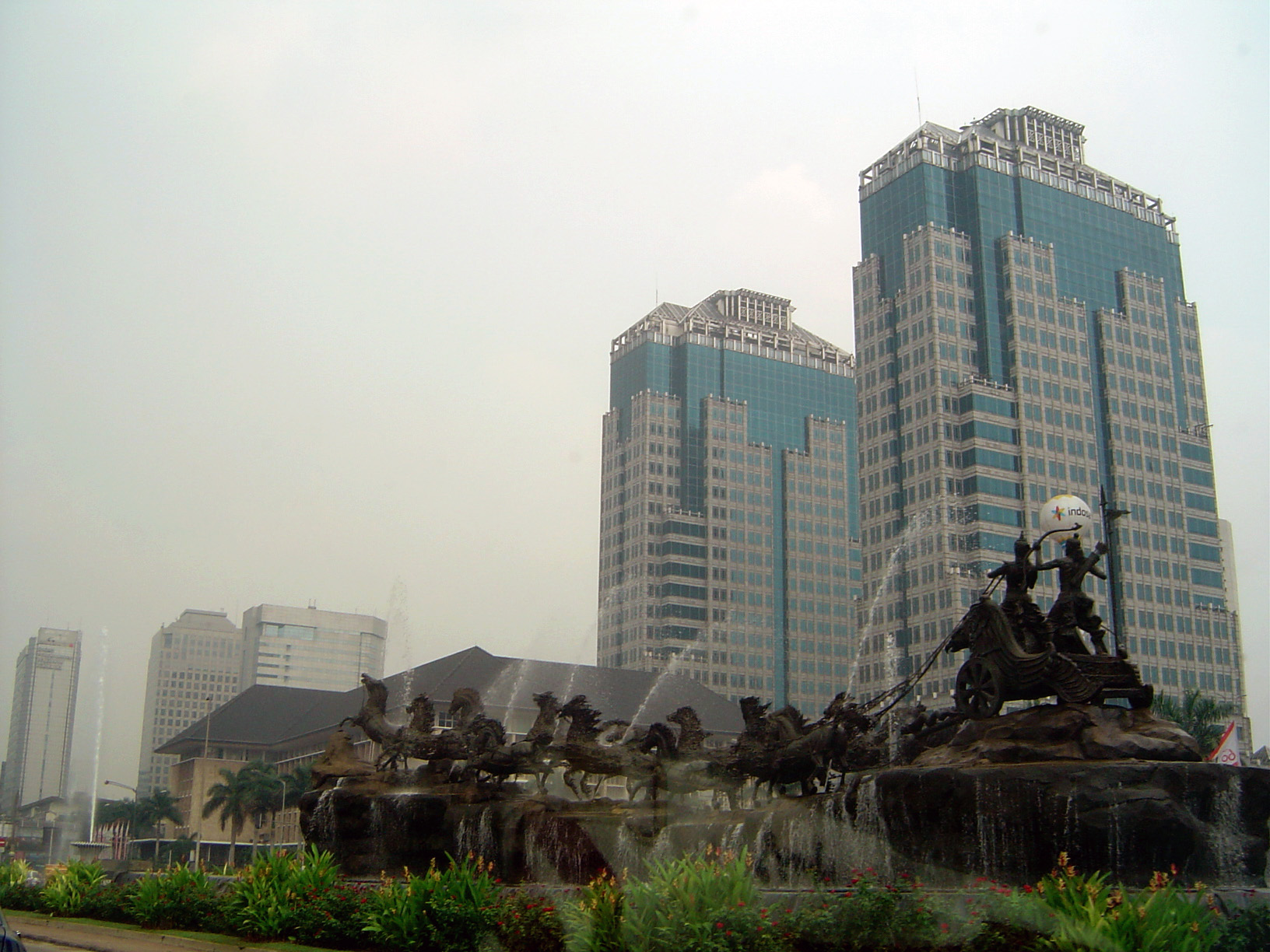
En skulptur och skyskrapor i Jakarta

Som ekonomisk och politisk huvudstad i Indonesien har Jakarta attraherat många utländska och nationella immigranter, vilket har resulterat i att Jakarta har en mångkulturell befolkning. Många av immigranterna kommer från andra delar av Java, vilket resulterat i en blandning av olika dialekter (bland annat javanesiska och sundanesiska), maträtter och sedvanor. Betawi (Orang Betawi eller personer från Batavia) är en term som används för att beskriva de personer som bodde runt Batavia från omkring 1800-talet. Orang Betawi härstammar främst från olika sydostasiska etniska grupper som blev förda eller inflyttade till Batavia och inkluderar personer från olika delar av Indonesien. Dessa immigranters språk och kultur är särskilt sundanesisk och javanesisk.
Det har också funnits ett kinesiskt samhälle i Jakarta i århundraden. Officiellt utgör de 6 % av Jakartas totala invånarantal.
Jakarta har flera olika kulturella centra, bland annat Senayancentret. Traditionell musik finns ofta på högklassiga hotell, bland annat wayang- och gamelanframträdanden. Som största indonesiska stad lockar Jakarta många regionala talanger med förhoppningar om en större publik och framgång.

### Sport
Jakarta är hem för det populära fotbollslaget Persija som ofta spelar sina matcher på stadion Lebak Bulus. Den största stadion är Bung Karno stadion med plats för mer än 100 000 åskådare vilket gör den till en av de största i hela världen.
För volleyboll finns det också en sporthall i Kelapa Gading i norra Jakarta. Den har kapacitet för 7 000 åskådare och är huvudarenan för det nationella volleybollslaget. Många internationella volleybollmatcher har avgjorts i denna stadion.
Sportkomplexet Senayan består av många sportarenor, till exempel fotbollsarenan Bung Karno, Madya Stadium, Istora Senayan, en skyttehall, tennisbana och golfbana. Senayankomplexet byggdes för de asiatiska spelen år 1959.
Jakarta var en av värdstäderna under Asiatiska mästerskapet i fotboll 2007

## Vänorter
- Berlin, Tyskland
- Budapest, Ungern
- Istanbul, Turkiet
- Jeddah, Saudiarabien
- Los Angeles, USA
- Manchester, Storbritannien
- Manila, Filippinerna
- Navi Mumbai, Indien
- staten New South Wales, Australien
- Paris, Frankrike
- Peking, Kina
- Pyongyang, Nordkorea
- Rotterdam, Nederländerna
- Seoul, Sydkorea
- Tokyo, Japan